# Efim Bogoljubov
Efim Dimitrijevič Bogoljubov (Stanislavčuk, 14. travnja 1889. – Triberg, 18. lipnja 1952.) bio rusko-njemački šahist, autor i jedan od vodećih igrača 1920-ih i ranih 1930-ih. Bio je izazivač Aljehinu 1929. i 1934. godine.
Po njemu je nazvana Bogoljubovljeva indijska obrana ili Bogo-indijka koju definiraju sljedeći potezi: 1.d4 Sf6 2.c4 e6 3.Sf3 Lb4+.